# École centrale Casablanca
Pour les articles homonymes, voir ECC.
L'École centrale Casablanca (en arabe: المدرسة المركزية للدار البيضاء), communément appelée ECC, est une école d'ingénieurs à caractère public faisant partie du groupe français des écoles centrales. Il s'agit de la première école d'ingénieur généraliste du Maroc. Elle est connue principalement pour former des ingénieurs qui reçoivent le titre "Ingénieur Centralien Généraliste" (en arabe: مهندس مركزي عام).
L'école est située sur le campus de Bouskoura, au sud de Casablanca. Son diplôme d’ingénieur est reconnu aussi par l’État français, grâce à son accréditation par la Commission des titres d'ingénieur (CTI) en 2017.
Centrale Casablanca est reconnu également à l'échelle européenne grâce à l'obtention du Label EUR-ACE, Grade de Master, conformément au référentiel de qualité international établi dans le domaine spécifique des formations d'ingénieurs.

## Histoire
Centrale Casablanca a été créée pour favoriser l'industrialisation du Maroc. Cette création s’inscrit dans le cadre de la dynamique instaurée par le « Pacte national pour l’émergence industrielle » visant à former des dirigeants marocains dotés d’un solide savoir-faire scientifique et technique, mais aussi du savoir-être et du leadership nécessaires pour conduire les grands projets du royaume et relever les défis futurs.
L’idée d’implanter une école centrale au Maroc revient à des diplômés marocains de l'École centrale, parmi eux l’ex-ministre de l’industrie marocain, Ahmed Reda Chami, ministre chargé de 2009 à 2015 du « Pacte national pour l’émergence industrielle » .
- le 3 avril 2013 : signature de la convention relative à la création de Centrale Casablanca entre d’une part Centrale Paris et le ministère de l’enseignement supérieur et de la recherche français, et d’autre part l’État marocain représenté par le ministère de l’économie et des finances, le ministère de l’enseignement supérieur, et le ministère de l’Industrie et du Commerce. La signature eut lieu au palais royal de Casablanca en présence du roi Mohamed VI, du président de la république française François Hollande et de Hervé Biausser, directeur de Centrale Paris . Centrale Casablanca est donc fondée sur une convention signée au plus haut niveau. Ce partenariat lui confère le statut d’école marocaine à caractère public .
- 
2014 : création de la Fondation École Centrale Casablanca, fondation à but non lucratif qui a pour mission la gestion de Centrale Casablanca. Elle est pilotée par un conseil d'administration présidé par le ministre de l'industrie et du commerce du Maroc et par  CentraleSupélec qui assure aussi la gouvernance de l'école[réf. nécessaire].
- le 27 octobre 2014 : nomination de Ghita Lahlou, centralienne et femme d'affaires marocaine, directrice générale de Centrale Casablanca.
- Septembre 2015 : Centrale Casablanca accueille sa première promotion d'élèves-ingénieurs, diplômés en septembre 2018.

## Formation
L’École centrale Casablanca est une école des sciences et de l'ingénierie. Elle forme des ingénieurs généralistes principalement autour de cinq domaines:  
- Mathématiques & Informatique
- Génie industriel
- Ingénierie des systèmes mécaniques et énergétiques complexes
- Physique
- Sciences humaines et sociales

La formation à Centrale Casablanca est sélective accessible sur concours . Elle est ouverte à toutes les catégories sociales, et ce à travers l’octroi de bourses totales ou partielles pour les catégories à faible ou modeste revenus.

### Cycle d'Ingénieur Centralien

#### Admission principale
Le cycle ingénieur centralien est accessible principalement pour les élèves des classes préparatoires scientifiques. L'admission se fait via l'un des trois concours suivants:
- Concours ECC-CNC: ouvert aux élèves des classes préparatoires scientifiques marocaines. À l'issue des épreuves écrites du concours national commun (CNC), le jury d’admissibilité de l’ECC déclare les candidats admissibles et éligibles à l'épreuve orale de l’ECC sur la base des résultats d’admissibilité du CNC.

- Concours Centrale Supélec-Cycle international: accessible aux étudiants des classes préparatoires hors France et sélectionné par leurs établissements. Les épreuves se déroulent au Maroc, au Liban, en Tunisie et au Gabon pour les élèves souhaitant intégrer une des Écoles centrales.

- Concours Centrale Supélec - Cycle normal: Les épreuves se déroulent en France pour les élèves des classes préparatoires scientifiques françaises souhaitant intégrer une des Écoles centrales.

##### Admissions parallèles
L'admission se fait par l'une des voies suivantes:
- Concours sur licence Maroc: le concours est ouvert aux étudiants inscrits en DEUG/DEUST ou en licence dans une filière mathématiques (fondamentales ou appliquées) dans une université marocaine. Les épreuves écrites sont communes entre Centrale Casablanca et l'École Mohammadia d'ingénieurs. L'admission à Centrale Casablanca se fait après le passage des épreuves orales supplémentaires.

- Concours sur licence Afrique: ce concours est ouvert aux candidats inscrits dans des établissements universitaires de pays d’Afrique, notamment la Tunisie, le Sénégal, la Côte d'Ivoire, le Bénin et le Burkina Faso. Il vise des étudiants à l’université en licence L3 ou en master M1 en mathématiques, informatique ou physique ainsi que les élèves des classes préparatoires intégrées d’établissements sélectionnés.

- Concours universitaire des Écoles centrales France: à destination des élèves de licence L3 et Bachelor scientifiques et d’ingénierie inscrits dans une université française. La notice est publiée chaque année sur le site des groupes des écoles centrales.

#### Association des anciens élèves
Une fois diplômés, les centraliens de Casablanca sont membres de droit de l'association des Centraliens et Supélec du Maroc qui regroupe :  
- des diplômés de Centrale Casablanca ;
- des diplômés de CentraleSupélec résidant au Maroc ;
- des diplômés de Centrale Paris et de Supélec résidant au Maroc[18].

#### Diplôme
A l'issue de leur diplomation, les élèves-ingénieurs reçoivent deux diplômes: 
- Un diplôme marocain portant le titre "ingénieur généraliste centralien" (en arabe: مهندس مركزي عام)[3].
- Un diplôme français reconnu en Europe portant le titre "Ingénieur de Centrale Casablanca"[19].

## Recherche
Centrale Casablanca dispose d'un laboratoire de recherche orienté vers les sciences de l’ingénieur nommé Systèmes Complexes et Interactions. Il est intégré au sein du centre de recherche du groupes des écoles centrales et s'intéresse à la recherche pluridisciplinaire portant sur les enjeux du continent africain . 
Ce laboratoire est orienté vers cinq domaines majeurs :
- Mathématiques, Informatique et Data science ;
- Génie industriel ;
- Ingénierie des systèmes mécaniques et énergétiques complexes ;
- Physique ;
- Sciences humaines et sociales.